# Banco Provincia de Neuquén
El Banco Provincia de Neuquén es la entidad financiera pública y regional más importante de la Provincia de Neuquén. Es un banco público con mayor presencia en el territorio patagónico, además es el principal agente financiero del Estado de la provincia de Neuquén. Es propiedad del Gobierno de Neuquén.
Tiene la casa central ubicada en la Avenida Argentina 41, Ciudad de Neuquén. También cuenta con varios centros de pagos y diversas sucursales en el interior de la provincia, así como sucursales en la Ciudad Autónoma de Buenos Aires y Río Negro.

## Historia
El banco se crea mediante la Ley N° 19 en el año 1958 sancionada por la Legislatura Provincial. Sin embargo, recién en el año 1960 se inauguró oficialmente la primera filial del banco, la cual se ubicaba donde actualmente se encuentra el Edificio BPN (la casa central). Para fomentar el desarrollo económico en la provincia, la entidad canalizó fondos durante muchos años a las actividades agrícolas, ganaderas, comerciales e industriales. Posteriormente, en el año 1964 se dispuso la estatización del banco, pasando a ser una entidad financiera del estado provincial.

### Década del 90'
Durante las presidencias de Carlos Menem (1989-1999) la Nación buscó moderar la actividad económica de las provincias a través de los llamados Pactos Fiscales I y II en donde éstas se comprometían, entre otras instancias, a “Propender a la privatización total o parcial de servicios, prestaciones u obras cuya gestión actual se encuentre a cargo de las provincias...”. Por esta fecha comienza el desarrollo del “Programa de Reforma de los Estados Provinciales”, que se basaba en la concesión de un préstamo a provincias a cambio de la realización de una serie de reformas, dentro de las cuales se solicitaba la privatización de las bancas provinciales.Estos procesos privatizadores fueron inducidos por la crisis del crisis económica en México de 1994 y las dificultades de los bancos provinciales a lo largo de la segunda mitad de la década menemista. El BPN sería de las pocas bancas provinciales que no adhirió a esta propuesta, junto con el Banco Provincia de Buenos Aires, el Banco de La Pampa, Banco de Córdoba y el Banco Rioja.

### Presidentes del banco
- Luis Manganaro (1999-2003)
- Félix Racco (2003-2005)[8]
- Omar Gutiérrez (2005-2011)[9]
- Marcos Koopman (2011-2019)[10]
- Alejandro Visentín (2019-2023)[11]
- Néstor Aníbal Pizzi (2023-2023)[12]
- Claudio Bosco (2023-presente)[13]

## Autoridades
El directorio del banco se compone de las siguientes autoridades:
- Presidente: Claudio Gabriel Bosco
- Vicepresidente: Néstor Aníbal Pizzi
- Director Titular 1°: Aldo Rubén Rodriguez
- Director Titular 2°: Carola Vanesa Poglianoz
- Director Suplente: Rosa Ana Castro
- Gerente General: Guillermo Pons
- Comisión Fiscalizadora:  Matías Eduardo Nicolini, Camila Figueroa Vinassa, Ramona Parada Riquelme
- Comisión Fiscalizadora (suplentes): Juan Martín Guido Insua, Lorena Tyszkiewiez, Juan Ignacio Biga

## Fundación BPN
La Fundación BPN se constituyó el 12 de agosto de 1989 por el directorio de la institución, y en ella se llevan adelante diversos programas que apuntan a  impulsar la inclusión social, cultural y laboral; fomentar el arte, el deporte y la ciencia. Ésta fundación es también la encargada de la "Orquesta Sinfónica de los Neuquinos", y del Cine Teatro Español de Neuquén.

## Filiales en el Interior
En la siguiente tabla se marcan las sucursales presentes en el interior de la provincia:
| Departamento | Ciudad                  | N.º de Sucursales |
| ------------ | ----------------------- | ----------------- |
| Aluminé      | Aluminé                 | 1                 |
| Aluminé      | Villa Pehuenia          | 1                 |
| Añelo        | Añelo                   | 1                 |
| Añelo        | San Patricio del Chañar | 1                 |
| Chos Malal   | Chos Malal              | 1                 |
| Collón Curá  | Piedra del Águila       | 1                 |
| Confluencia  | Neuquén                 | 17                |
| Confluencia  | Centenario              | 2                 |
| Confluencia  | Plottier                | 3                 |
| Confluencia  | Vista Alegre            | 1                 |
| Confluencia  | Senillosa               | 1                 |
| Confluencia  | Cutral Có               | 2                 |
| Confluencia  | Plaza Huincul           | 2                 |
| Confluencia  | Villa El Chocón         | 1                 |
| Huiliches    | Junín de los Andes      | 2                 |
| Lácar        | San Martín de los Andes | 2                 |
| Loncopué     | Loncopué                | 1                 |
| Los Lagos    | Villa La Angostura      | 1                 |
| Los Lagos    | Villa Traful            | 1                 |
| Minas        | Andacollo               | 1                 |
| Minas        | Las Ovejas              | 1                 |
| Ñorquín      | El Cholar               | 1                 |
| Ñorquín      | El Huecú                | 1                 |
| Pehuenches   | Buta Ranquil            | 1                 |
| Pehuenches   | Rincón de los Sauces    | 1                 |
| Picún Leufú  | Picún Leufú             | 1                 |
| Picunches    | Las Lajas               | 1                 |
| Zapala       | Zapala                  | 3                 |
| Zapala       | Mariano Moreno          | 1                 |

Además de las filiales antes descriptas, el banco cuenta con Cajeros automáticos y UBM (Unidades Bancarias Móviles) distribuidas en toda la provincia, principalmente en pequeñas poblaciones.

## Filiales en el Exterior
El Banco Provincia de Neuquén es uno de los bancos regionales con mayor área de operación, ya que no solo tiene presencia en la provincia homónima, sino que también posee 5 filiales en la Provincia de Río Negro y 1 en la Ciudad Autónoma de Buenos Aires.
- Buenos Aires: Sucursal en la Casa de la Provincia de Neuquén.
- Río Negro: Sucursales en Cipolletti, General Roca, Villa Regina, Choele Choel y Las Grutas.

Además, el banco considera expandir sus filiales, llegando a Bariloche, Cinco Saltos, Allen, General Fernández Oro y San Antonio Oeste.